# Notiobiella moralis
Notiobiella moralis là một loài côn trùng trong họ Hemerobiidae thuộc bộ Neuroptera. Loài này được [Author?] miêu tả năm 0000.